# چارلی والریو
چارلی والریو (اسپانیایی: Charlie Valerio‎؛ زادهٔ ۷ نوامبر ۱۹۹۰) بازیکن بیس‌بال اهل جمهوری دومینیکن است.
وی در مسابقات کشوری و بین‌المللی در مجموع برندهٔ ۱ مدال برنز شده‌است.